# فرانكو دوناتو
فرانكو دوناتو هو لاعب رماية مصري، ولد في 8 سبتمبر 1981 في القاهرة في مصر.

## وصلات خارجية
- فرانكو دوناتو على موقع أوليمبيديا (الإنجليزية)